# Дупки (проводимост)
Дупките са един от видовете квазичастици във веществата. Във физиката на твърдото тяло (най-вече изследванията на полупроводниците) и електрониката с това понятие се означава елементарния положителен електрически заряд, който се появява при напускането от електрон на мястото му в атом от кристалната решетка. Когато това се дължи на топлинното движение на частиците, процесът се нарича термогенерация и силно зависи от температурата. При среща с електрони дупките рекомбинират. Средното време от възникването им до тяхната рекомбинация се нарича време на живот. Броят на свободните електрони е равен на броя на дупките. Металите имат много по-голям брой свободни електрони, наричани „електронен газ“ и различен механизъм на проводимост в сравнение с полупроводниците, поради което имат голяма проводимост и съответно се използват като добри проводници.
Дупчестата проводимост (р-проводимост) е примесна проводимост на полупроводник. Проявява се, когато в полупроводников кристал се внесат примеси. Вследствие на примесите с различна валентност от основния полупроводников материал, в полупроводниковия кристал са незапълнени валентни връзки – дупки. Английския термин за този тип проводимост е p-conductivity. Примесите могат да бъдат със заместване (когато атоми от кристална решетка на полупроводник се заместят с атоми от примеса) или с внедряване (когато примесният атом се намества в кристалната решетка на полупроводника).

## Принцип на p-проводимостта
Когато в един полупроводников кристал (типично от силиций (Si) или германий (Ge), които са от IV група) част от атомите в решетката са заменени от атоми от III група (предимно бор (B)). На тези места се образуват три ковалентни връзки между електроните на елемента от 3-та група и атомите около него. Остава един атом от полупроводниковия кристал, който не образува ковалентна връзка, а остава свободен. За да се образува ковалентна връзка трябва един електрон от друго място да запълни „дупката“. Този електрон може да се е откъснал от полупроводников атом, което довежда до ново „незаето“ място. Така започва един процес на насочено преместване на електрони за запълване на незапълнената валентна връзка, което води до последователно отваряне на нови „дупки“. Този процес се нарича „дупчеста проводимост“, а „дупката“ с липсата на един електрон е носител на положителен заряд, равен на елементарен заряд в полупроводника.
Процес на р-проводимост за пренасяне на електрони в полупроводников материал, може да възникне и в резултат на топлинно възбуждане на електрони от валентната зона в т.нар. зона на проводимост при въздействие със светлина или облъчване с йонизиращи лъчения.

## Примери
За среда от типичен полупроводник – четиривалентните силиций и германий:
- Ако петият електрон на петвалентен примес напусне кристалната решетка се образува дупка и атома се превръща в положителен йон. Полупроводниците съставени от такива положителни йони имат електронна проводимост и се наричат N (negative – отрицателен) полупроводници, а примесите – донорни.
- Ако дупката на тривалентен примес се запълни с електрон примесният атом се превръща в отрицателен йон. Полупроводниците съставени от такива отрицателни йони имат дупчеста проводимост и се наричат P (positive – положителен) полупроводници, а примесите – акцепторни.

Примесните полупроводници имат и двата типа токоносители. Преобладаващите се наричат основни, а другите – неосновни.